# Curtiss Carrier Pigeon
El Curtiss Carrier Pigeon fue un avión de correos estadounidense de los años 20 del siglo XX. Biplano monomotor diseñado y construido para reemplazar aviones excedentes de la Primera Guerra Mundial como el DH.4, el Carrier Pigeon fue uno de los primeros aviones diseñados específicamente para el servicio de Correo Aéreo estadounidense. Retrospectivamente, fue designado Model 40 por la Curtiss Aeroplane and Motor Company.

## Diseño
En 1925, el Servicio Postal estadounidense observó que disponía de un excelente servicio operativo con los biplanos Airco DH.4 convertidos. Los diseños de ocho años de antigüedad se consideraron anticuados para la época, por lo que se deseaba una máquina moderna específicamente diseñada. Aunque la mayoría de los constructores comenzaron a construir aviones comerciales de nueva generación con capacidad de llevar carga de correo, el Curtiss Carrier Pigeon fue el primer diseño original realizado específicamente para el servicio estadounidense de correo aéreo. Se esperaba que el avión se vendiese directamente al Servicio Postal, pero la nueva legislación que permitía contratos externos trajo consigo una gran cantidad de modelos competidores.
El Carrier Pigeon fue diseñado para alcanzar o exceder las especificaciones postales originales. Los tres criterios principales de diseño fueron fortaleza, utilidad y facilidad de mantenimiento. Estaba destinado a dar servicio a las rutas nocturnas entre Chicago y Nueva York, con solo una parada. El avión fue construido para aprovechar el potente y abundante motor Liberty L-12 de 400 hp y cubrir las especificaciones postales. Se podían transportar hasta 40 000 cartas en el hueco de carga de 453 kg (1000 libras) de capacidad.
El fuselaje era de estructura de tubos de acero soldados recubiertos de tela. Las alas superior e inferior podían intercambiarse y utilizaban largueros sólidos de una pieza de picea. El timón, los alerones y los elevadores también podían intercambiarse, lo que reducía la cantidad de repuestos. Las bisagras usaban pesados pasadores reemplazables de bronce, para reducir el desgaste.
La zona estanca de carga estaba en el centro de gravedad, por lo que el avión podía acomodar una variedad de cargas sin que afectasen al equilibrio. El tren de aterrizaje usaba una suspensión de rosquillas de goma. El depósito de combustible podía ser lanzado en caso de emergencia. Se conectó un extintor de siete cuartos al compartimento del motor para suprimir fuegos en vuelo. El piloto podía elegir controles de rueda o de palanca, según sus preferencias.

## Historia operacional

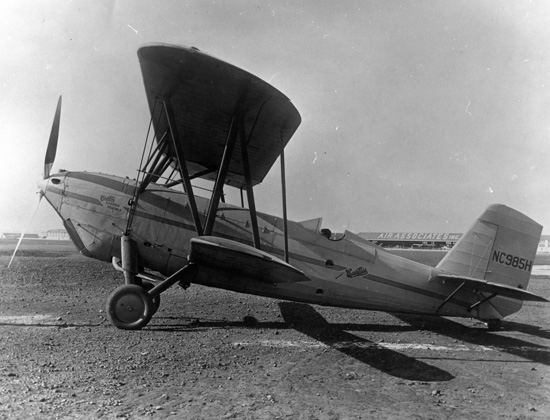
Carrier Pigeon 2.

Un prototipo del Curtiss Carrier Pigeon, volado por Charles S. (Casey) Jones, quedó en séptimo lugar en la Gira de Fiabilidad Edsel B. Ford de 1925. De los 17 participantes iniciales, 11 aviones, incluyendo el Carrier Pigeon, la completaron con una puntuación perfecta, ganando un premio de 350 dólares. Henry Ford esperó en la línea de meta para felicitar a los ganadores de la prueba de resistencia de 3057 km (1900 millas).
El Carrier Pigeon fue utilizado por la National Air Transport Inc. En esa época, tanto Curtiss como NAT pertenecían y eran controladas por Clement Keys. Diez Carrier Pigeon entraron en servicio con 35 motores de repuesto excedentes Liberty. NAT usó el Carrier Pigeon en la ruta del Contrato de Correo Aéreo CAM-3 (Chicago-Dallas). El primer servicio registrado fue el 12 de mayo de 1926, en la ruta entre Chicago (Illinois) y Dallas (Texas). Se programaron paradas en Moline (Illinois), Saint Joseph (Misuri), Kansas City (Misuri), Wichita (Kansas), Oklahoma City (Oklahoma) y Fort Worth (Texas). El primer vuelo fue pilotado por D. A. Askew, R. L. Dobie, R. H. Fatt, Lawrence H. Garrison, P. E. Johnson, H. L. Kindred y Edmund Matucha. Estos pilotos registraron 1 249 415 km de vuelo en el primer año sin accidentes o pérdidas de correo.
NAT invirtió 10 millones de dólares en la competición por la ruta nocturna de Chicago a Nueva York (CAM 17). NAT comenzó el servicio el 1 de septiembre de 1927 usando aviones Carrier Pigeon de la CAM-3. Estos aviones volaron una de las primeras rutas aéreas iluminadas desde Cheyenne a Chicago, luego extendida hasta Nueva York. El paso sobre las Montañas Allegheny fue denominada como el  "Hell Stretch" (Tramo del Infierno). A principios de 1929, NAT adquirió siete Curtiss Falcon de 625 hp, que reemplazaron a los más pequeños Carrier Pigeon. D. A. Askew voló el último vuelo del modelo. Había volado este mismo avión en el vuelo inaugural de la CAM No. 3. El 9 de febrero de 1934, la Oficina Postal canceló todos los contratos de correo aéreo ante la sospecha de que los mismos habían sido adjudicados en confabulación durante la administración anterior.
Se registró un accidente fatal de correo aéreo con el Carrier Pigeon. Arthur R. Smith resultó muerto en el avión #602 cuando golpeó unos árboles cerca de Montpelier (Ohio), en ruta hacia Chicago.

### Uso como avión cisterna
El 27 de noviembre de 1929, Evelyn "Bobbi" Trout y Elinor Smith despegaron desde el Aeropuerto Metropolitano en un biplano Commercial Sunbeam en un intento de establecer un récord de vuelo de resistencia con reabastecimiento para mujeres. Un Carrier Pigeon fue usado como avión cisterna, que repostó al Sunbeam tres veces y media. El Sunbeam debía ser repostado muy temprano por la mañana y antes del anochecer. El repostaje fue bien. Con relevos cada cuatro horas, pasaron dos días. El Día de Acción de Gracias, habían estado despiertas durante 39 horas. Mientras repostaban, el Carrier Pigeon comenzó a soltar humo negro. Trout lanzó rápidamente la manguera de repostaje por el lateral y Smith maniobró lejos del achacoso Carrier Pigeon. El mismo aterrizó, y los aviadores saltaron sanos y salvos.

## Variantes
Carrier Pigeon (Model 40)
Modelo inicial de correo aéreo con motor Liberty 12 de 400 hp, nueve construidos.
Carrier Pigeon 2 (CO)
Versión mayor y modernizada de su predecesor, con un motor Curtiss Conqueror con caja reductora de 600 hp y hélice tripala, tres construidos.
Curtiss Lark (Model 41)
Fue un modelo de continuación que empleaba cuatro paneles alares intercambiables.

## Especificaciones (Carrier Pigeon I)
Referencia datos: Curtiss Aircraft 1907–1947

### Características generales
- Tripulación: Uno (piloto)
- Carga: 450 kg
- Longitud: 8,77 m
- Envergadura: 12,78 m
- Altura: 3,68 m
- Superficie alar: 46,9 m2
- Perfil alar: U.S.A.27
- Peso vacío: 1634 kg
- Peso cargado: 2223 kg[15]
- Peso máximo al despegue: 2549 kg
- Planta motriz: 1× motor lineal V-12 refrigerado por agua Liberty L-12.
  - Potencia: 300 kW (400 hp)

### Rendimiento
- Velocidad máxima operativa (Vno): 201 km/h
- Velocidad crucero (Vc): 169 km/h
- Velocidad de entrada en pérdida (Vs): 80 km/h[15]
- Alcance: 845 km
- Techo de vuelo: 5100 m (16 700 pies)
- Régimen de ascenso: 4,1 m/s (800 pies/min)

### Aeronaves similares
- Aeromarine AM-1

### Secuencias de designación
- Secuencia Numérica (interna de Curtiss): ← 37 - 38 - 39 - 40 - 41 - 42 - 43 →